# Gát (település)
Gát (ukránul: Гать [Haty], oroszul: Гать) falu Ukrajnában, Kárpátalján, a Beregszászi járásban.

## Fekvése

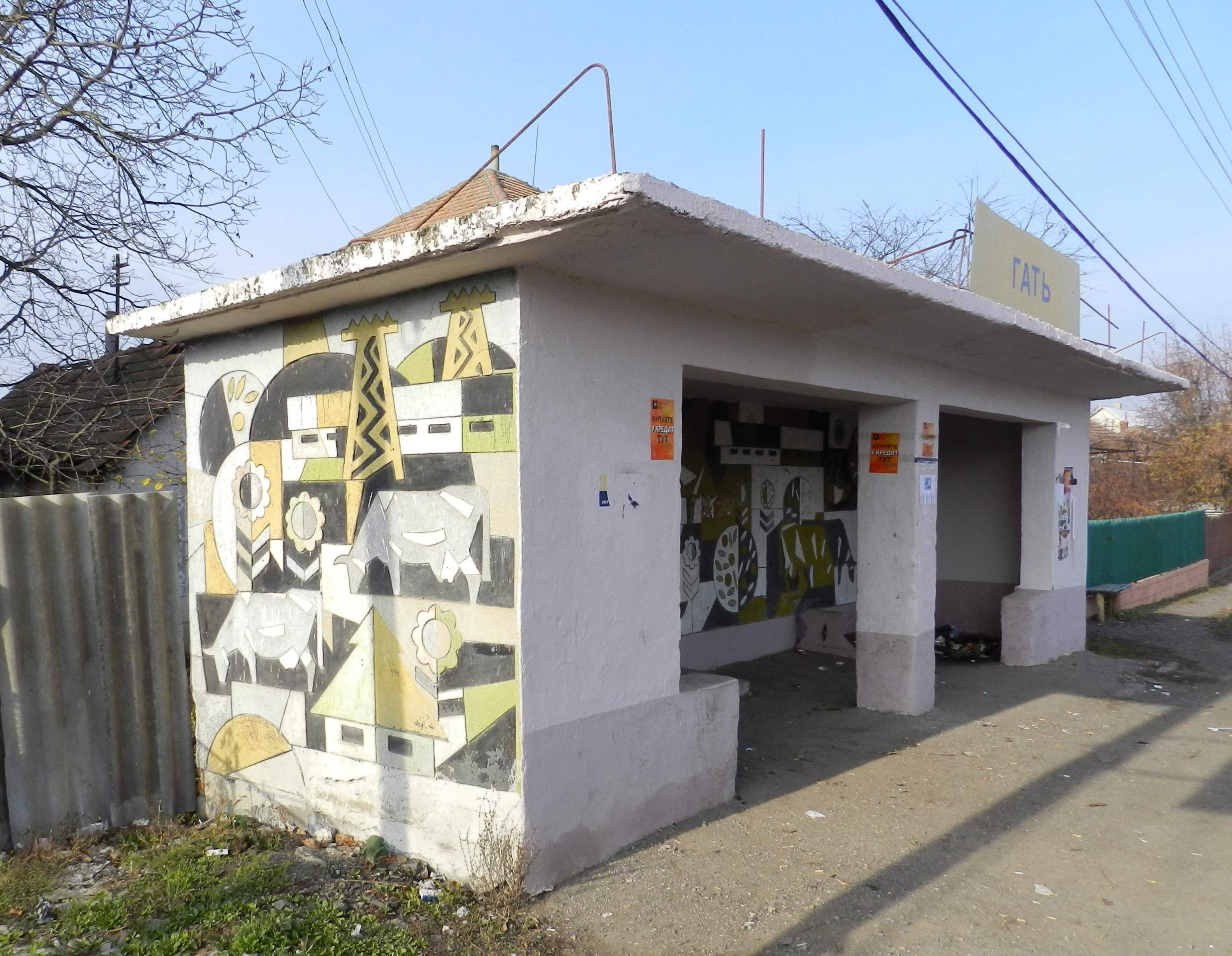
Buszmegálló

Beregszásztól 12 km-re északra, Munkácstól 16 km-re délnyugatra fekszik, a Szernye-mocsár nyugati partján. Csikósgorond és Nyárasgorond tartozik hozzá.

## Története
Gát és környéke már a honfoglalás előtt is lakott volt, a településen és környékén többször kerültek elő tárgyi emlékek: kőszekercék, különféle használati tárgyak.
Nevét 1374-ben Gath néven említették először az oklevelek, mint Makkos (Jánosi)val szomszédos és határos települést, de a helyi lakosság már 1241-ből, a tatárjárás idejéből is őriz fennmaradt történetet, mely szerint a falu lakosságának több mint felét a települést körülvevő Szernye-mocsár (tó) alapos ismerete mentette meg a tatárok pusztításától, mivel a tatár seregek nem mertek utánuk menni az ingoványos mocsárba, ahova előlük menekültek.
A község a Szernye-mocsár, vagy Szernye-tó közepén feküdt. A falu legősibb része a Szeg nevű dombon fekszik, a Mérce-patak bal oldalán. Ez a rész mindig védve volt a falut övező Szernye-mocsár áradásai ellen. Újonnan települt részét Újvégnek nevezik, ez már egy lapos részen feküdt.
A Beregi-síkság központi részén fekvő település az Ungvár-Munkács-Beregszász-Nagyszőlőst összekötő vásárvonalon feküdt, ennek köszönheti későbbi fejlődését is.
1272-ben a V. István király is említette a falut körülvevő mocsarat.
1364-ben királynői birtok, Erzsébet királynő birtokának írták a korabeli oklevelek. 1397-ben Zsigmond király Perényi Péter macsói bánnak és nővérének Veronikának - ki a Szomszédvári (Somsedwar)-i Toth (dictus) Miklós felesége volt - adta új adományként Gát települést is, mely előtte az utódok nélkül elhunyt Tákosi Gergely fia Miklós birtoka volt. 1414-ig Kroiatovics Tódor podóliai herceg  birtoka volt, aki Munkács várával és uradalmával, köztük Gát településsel együtt kapta Zsigmond királytól, majd 141-ig özvegyéé Walha és leánya Annáé, rövid időre pedig Pálóczy Mátéé is volt.
1420-tól Lazarevics István szerb despota szerb despota birtoka lett, tőle unokaöccse Brankovics György örökölte az uradalmat és tartozékait, köztük Gát településtis, mely ekkor vámszedőhely volt, azonban I. Ulászló Brankovics várát elfoglalta, és Ismét a Pálóczy család kapta meg. 1444-ben a Váradi békében Hunyadi János támogatásával Brankovics visszakapta elveszett szerb területeit, ennek fejében több magyarországi birtokát – köztük a munkácsi várat és uradalmat is – átadta a hadvezérnek. 1465-ben Hunyadi János halála után özvegyére Szilágyi Erzsébetre szállt az uradalom. 1484-ben Mátyás királyé, aki fiának, Corvin Jánosnak adományozta a munkácsi uradalmat, köztük Gát települést is.
1495-től zálogbirtok, 1518-tól pedig újból királyi birtok. 1529-ben I. János magyar király a munkácsi uradalmat somlyói Báthory István erdélyi vajdának adományozta hű szolgálataiért, s az övé maradt haláláig.
1552-ben a teljesen elpusztult települések közt szerepelt. 1566-ban a török–tatár támadás csaknem teljesen elpusztította.
1612-ben Esterházi Miklós és neje Dersffy Orsolya birtoka lett. 1621-től Bethlen Gáboré, aki a birtokot feleségének Brandenburgi Katalinnak adományozta, a birtokhoz tartozó Gát településsel együtt. 
1631-től I. Rákóczi Györgyé lett, aki feleségének Lorántffy Zsuzsannának és gyermekeinek ajándékozta az uradalmat.
1649 évi összeíráskor Gát településen 46 jobbágyot, 51 fiút, egy lovat, 147 ökröt, 31 tinót, 6 tehenet, 453 sertést és 86 méhkast jegyeztek fel. Ekkor a Gát településen keresztülfolyó Szernye-patakon már egy malmot és egy hidat is említettek, mely hidat a szomszédos Dercen lakosainak kellett karbantartaniuk. 1715-ben a Rákóczi-szabadságharc után végzett összeíráskor 12 gáti gazda nevét írták össze, és két szabadosét.
1726-tól a Schönborn családé, akiknek udvarházuk is volt itt. 1828 évi országos összeíráskor Gáton 60 adózó családfő nevét írták össze.
1910-ben 1967, többségében magyar lakosa volt, ruszin kisebbséggel (180 fő: 9,1%). A trianoni békeszerződésig Bereg vármegye Tiszaháti járásához tartozott. A falu 3150 lakosából ma 3050 (~96,8%) magyar.
Magyar tannyelvű középiskolája van.

## Népessége
A 2001-es népszámlálás során a lakosság elérte a 3122 főt, melyből 2941 (94,2%) magyar, 170 (5,5%) ukrán, 7 (0,2%) orosz, 2 (0,06%) moldáv, 1 (0,03%) lengyel, 1 (0,03%) német anyanyelvűnek vallotta magát.

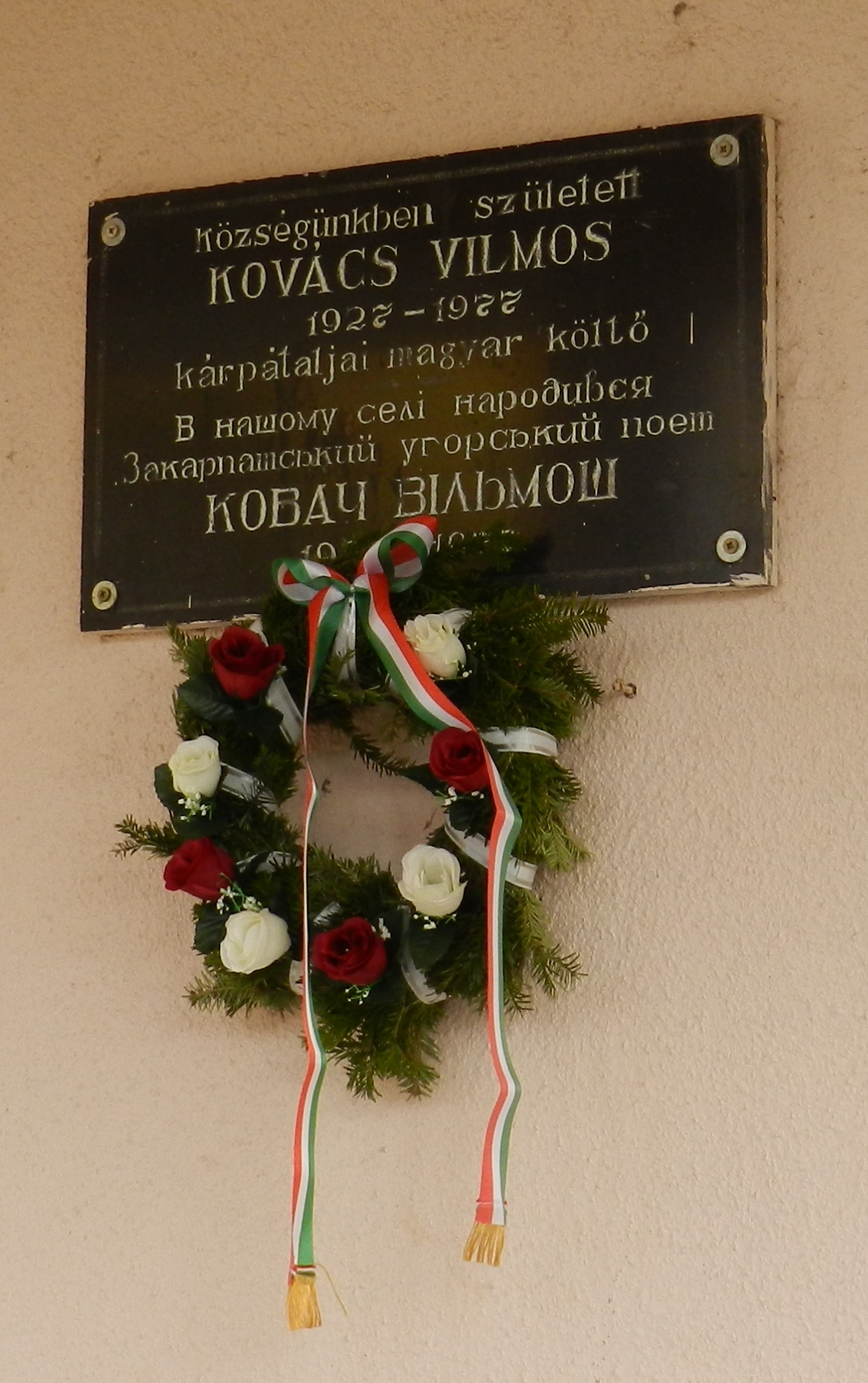
Kovács Vilmos emléktáblája

## Nevezetességek
- Református temploma 1733-ból való fatemplom helyén 1828-ban épült. Az egyhajós, jó arányú templom átmenetet képvisel a klasszicista és a romantikus stílus között. Nyugati homlokzata előtti háromszintes tornyát átlós irányú, lépcsőzetes támpillérek erősítik.

A belső teret többszakaszos dongaboltozat fedi, az orgonakarzat a bejárat fölötti szakaszt foglalja el, mely szintén boltozott, faragott fa mellvédű.

## Híres emberek
- Itt született 1927-ben Kovács Vilmos író, költő.
- Gát híres emberei közé tartozik még Cipola Gizella operaénekesnő is, aki nemrég tért vissza a szülőfalujába.

## Testvérvárosai
Gát testvérvárosai a következők:
- Bököny, Magyarország
- Jászfényszaru, Magyarország

## Külső hivatkozások
- Botlik József: Gát